# Heinrich Bethmann
Heinrich Levin Bethmann (* 1774 in Rosenthal bei Hildesheim; † 8. April 1857 in Halle) war ein deutscher Schauspieler und Intendant.

## Leben
Mit 18 Jahren wurde Bethmann vom Prinzipal Friedrich Wilhelm Bossann in Bad Kreuznach für sein Ensemble engagiert. 1805 heiratete Bethmann in Berlin die Schauspielerin Friederike Bethmann-Unzelmann. Mit ihr hatte er den Sohn Carl Georg Bethmann (* 1805), der ebenfalls Schauspieler wurde.
Zwischen 1794 und 1815 war Bethmann am Berliner Königlichen Nationaltheater (ab 1811 Königliche Schauspiele) unter August Wilhelm Ifflands Leitung tätig. Dort gehörte er zu den wichtigsten Schauspielern des Ensembles. Er hatte große Erfolge im Fach des Liebhabers. Aber auch in tragisch-komischen Rollen brillierte er. So wurde seine Darstellung des Kalaf in Friedrich Schillers Bearbeitung von Carlo Gozzis Turandot, die am 5. April 1802 in Berlin Premiäre hatte, gerühmt. In Schillers Wilhelm Tell spielte er die Rolle des Ulrich von Rudenz (Premiere 4. Juli 1804), in August von Kotzebues Die Sonnenjungfrau den Don Alonzo (Premiere 28. August 1799). Als im Jahr 1815 unerwartet seine Ehefrau starb, zog er sich ins Privatleben zurück. Mit 50 Jahren betraute man ihn mit der Leitung des Königsstädtischen Theaters, doch bereits zwei Jahre später gab er dieses Amt wegen Streitereien mit seinen Geldgebern wieder zurück. In Berlin war er Mitglied der Freimaurerloge Urania zur Unsterblichkeit.
Ab 1826 wirkte Bethmann an verschiedenen Theatern in Aachen, Dessau, Königsberg und Magdeburg als Schauspieler und teilweise auch als Direktor. In seinen letzten beruflichen Jahren schloss er sich wieder einer Wanderbühne an.
Bethmann ließ sich in Halle nieder und musste von einer kargen Pension in ärmlichen Verhältnissen leben.

## Schriften
- Mein Weihnachts-Geschenk an das Königsstädtische Theater. Krause, Berlin 1826
- (Unter dem Pseudonym Michael Vindex) Das stehende Theater zu Neu-Abdera. Eine dramatische Pille allen Abderiten zu gesegneter Wirkung und allen Nicht-Abderiten zur Warnung und Kurzweil verschrieben. Nebst einer lithographirten Ansicht des Theaters zu Neu-Abdera. Wienbrack, Leipzig 1829